# Estación Cidade Industrial
La Estación Cidade Industrial es una estación de la Línea 1 del Metro de Belo Horizonte. Atiende a la población residente en los barrios de Camargos y Santa Maria, en Belo Horizonte. A pesar de que el nombre se refiere al barrio Cidade Industrial en Conteo, la Estación está en Belo Horizonte